# CENC Kft.

A CENC Kft. Pécsen működő vállalkozás, mely 2006 óta foglalkozik tartószerkezetek tervezésével és szakértésével.

## Története
A társaság 2006-ban alakult Pécsett, amely tartószerkezeti tervezéssel, tanácsadással, illetve tartószerkezeti szakértéssel foglalkozik. Az alapítás óta eltelt évek alatt különböző mérnöki műtárgyak, létesítmények és épületek kerültek ki kezük alól.
Olyan beruházások tervezésében és megvalósításában vettek részt, mint például a Pécsi Vásárcsarnok, a Királyegyházai, Amoudai (Algéria), Cimpor (Portugália) Cementgyárak, a mohácsi kikötő fejlesztése vagy a Mohácsi Farostlemezgyár teljes rekonstrukciója, amelyek mellett számos ipari létesítmény – köztük a Kaposvári Cukorgyár, a Kiskunfélegyházi Növényolaj Üzem, a BAT (British American Tobacco) Dohánygyár – valamint lakó- és középület viseli kezük nyomát itthon és külföldön egyaránt.

## Díjak
- Fiatal Statikusok Díja - Duga Marcell (2011)
- Az Év Irodája - BiotechUSA Irodaház (2020)
- Tekla BIM Awards - Pécsi Vásárcsarnok (2021)
- Év Mérnöke 2023 - Duga Marcell